# إلفير بوليتش
إلفير بوليتش (بالبوسنوية: Elvir Bolić) هو لاعب كرة قدم بوسني في مركز الهجوم، ولد في 10 أكتوبر 1971 في زينيتسا في البوسنة والهرسك. شارك مع منتخب البوسنة والهرسك لكرة القدم ومنتخب يوغوسلافيا لكرة القدم. أما مع النوادي، فقد لعب مع النجم الأحمر بلغراد وإسطنبول سبور ورايو فايكانو وغازي عنتاب سبور وغلطة سراي وغنتشلربيرليغي وملطية سبور ونادي رييكا ونادي سيليك زينيكا ونادي فنربخشة.

## وصلات خارجية
- إلفير بوليتش على موقع الاتحاد الدولي (مؤرشف)  (الإنجليزية)
- إلفير بوليتش على موقع الاتحاد الأوربي (الإنجليزية)
- إلفير بوليتش على موقع اتحاد تركيا (لاعب) (الإنجليزية)
- إلفير بوليتش على موقع قاعدة بيانات كرة القدم.إي يو (الإنجليزية)
- إلفير بوليتش على موقع ناشيونال فوتبول تيمز (الإنجليزية)
- إلفير بوليتش على موقع Soccerway.com (الإنجليزية)
- إلفير بوليتش على موقع عالم كرة القدم.نت (الإنجليزية)